# Louis Gallois
Louis Gallois é um executivo francês que atualmente ocupa a posição de co-CEO da EADS e CEO da Airbus. Já presidiu anteriormente as empresas Snecma (1989-1992) Aérospatiale (1992-1996) and SNCF (1996-2006).